# Pont romain d'Ávila
Le pont romain d'Ávila (en espagnol : Puente Romano de Ávila) est un pont situé à Ávila, en Castille-et-León, dans le centre de l'Espagne, conservé en tant que monument historique (Bien de Interés Cultural). Certaines parties du pont sont romaines.
Enjambant la rivière Adaja, le pont relie la porte ouest des murs d'Ávila du decumanus de la ville, aux routes vers Salamanque et Piedrahita. De la structure originale construite au début du Ier siècle av. J.-C., il reste les piliers avec leurs becs, le reste du pont étant roman (XIe et XIIIe siècles).

## Description
Le pont, de style roman, se compose de cinq arches et de quatre piliers.
Il a subi des dommages, en particulier de la plus grande arche, probablement pendant la période de la conquête musulmane vers 711 ou pendant la Reconquista lorsque, le fleuve en crue, l'armée arabe ou chrétienne l’aurait démoli afin de couper le passage à l'adversaire.
Lors du repeuplement d'Ávila (XIe siècle), le pont fut reconstruit sur ses piliers romains avec du granite de La Colilla, utilisé dans les églises romanes d'Ávila. Au XIIIe siècle, une nouvelle réparation est effectuée comme en témoignent les restes des roches granitiques de la partie supérieure surmontées d'un parapet arrondi dans le style des ponts Santi Espiritu et Romanillos situés sur le Río Chico (es), affluent de l'Adaja.